# Galerie Vivienne
La Galerie Vivienne è una galleria commerciale di Parigi situata nel II arrondissement.

## Storia
La galleria fu costruita a partire dal 1823 per opera dell'architetto francese François-Jacques Delannoy e terminata nel 1826 con il nome di "galerie Marchoux", dal cognome dell'ideatore della galleria, che tuttavia venne rinominata pochi anni dopo col nome attuale. La galleria fu subito un successo e fu occupata da numerosi negozi; il successo inizialmente fu dovuto alla posizione favorevole, in quanto si trovava tra il Palais-Royal, il palazzo della Borsa e i Grand Boulevards: successo che tuttavia mutò dopo gli interventi di Haussmann. Dopo un periodo di quasi abbandono, la galleria ha ripreso vita a partire dal 1960, per essere dichiarata monumento storico nel 1974.

## Descrizione
La galleria è lunga 170 metri e ha una larghezza di 3 metri e la copertura in vetro è a spiovente. La decorazione della galleria fu concepita dall'architetto in stile neoclassico con mosaici, pitture e sculture sul tema del commercio. I pavimenti a mosaico furono realizzati dal mosaicista italiano Giandomenico Facchina e rappresentano dei motivi geometrici.